# Enterococcus faecalis
Enterococcus faecalis es una bacteria Gram-positiva comensal, que habita el tracto gastrointestinal de humanos y otros mamíferos. Como otras spp. del género Enterococcus, E. faecalis puede causar  infecciones comprometidas en humanos, especialmente en ambiente de hospital.  La existencia de enterococos se potencia porque ha tenido la habilidad de adquirir resistencia a prácticamente todos los antibióticos en uso.
El hábitat normal de estos es el tubo digestivo de animales de sangre caliente. Son indicadores de contaminación fecal, por lo que su presencia en los alimentos indica falta de higiene o defectuosas condiciones de conservación, excepto en alimentos en los que interviene como flora bacteriana natural de procesos fermentativos, como es el caso de quesos, embutidos crudos e incluso productos cárnicos.
Son muy resistentes a condiciones adversas (congelación, desecación, tratamiento térmico, etc.) por lo que son buenos indicadores para valorar las condiciones higiénicas y de conservación de los alimentos congelados y desecados.

## Fisiología
E. faecalis es una bacteria inmóvil, anaerobia facultativa y fermenta la glucosa sin producir gas. No presenta una reacción con la catalasa en presencia de peróxido de hidrógeno, puede producir una reacción pseudocatalasa si se cultiva en agar sangre, sin embargo esta es muy débil. E. faecalis puede vivir en ambientes extremos que incluyen pH altamente alcalino de 9,6 y elevadas concentraciones de sal.

## Patogenia
E. faecalis puede causar endocarditis, infecciones de vejiga, próstata,  epidídimo; las infecciones de sistema nervioso son menos comunes.
E. faecalis resiste aminoglicósidos, aztreonam, cefalosporina, clindamicina, las penicilinas semisintéticas (nafcilina, oxacilina, dicloxaicilina)  y algunas cepas también son resistentes a trimetoprim-sulfametoxazole.
La exposición a las cefalosporinas es un riesgo particularmente importante en la colonización e infección con enterococos. Existen una variedad de Enterococos que particularmente pueden ser resistente a muchos glicopeptidos como la vancomicina denominados ERV.

## Historia
Antes de 1984, E. faecalis era conocida como Streptococcus faecalis.